# Sadık Çiftpınar
Sadık Çiftpınar (Seyhan, 1º gennaio 1993) è un calciatore turco, difensore del Kasımpaşa.

## Carriera

### Club
Ha giocato nella prima divisione turca.

### Nazionale
Ha giocato nelle nazionali giovanili turche Under-17, Under-18 ed Under-19.
Ha partecipato ai Mondiali Under-20 del 2013.